# تاريخ النمسا والمجر خلال الحرب العالمية الأولى

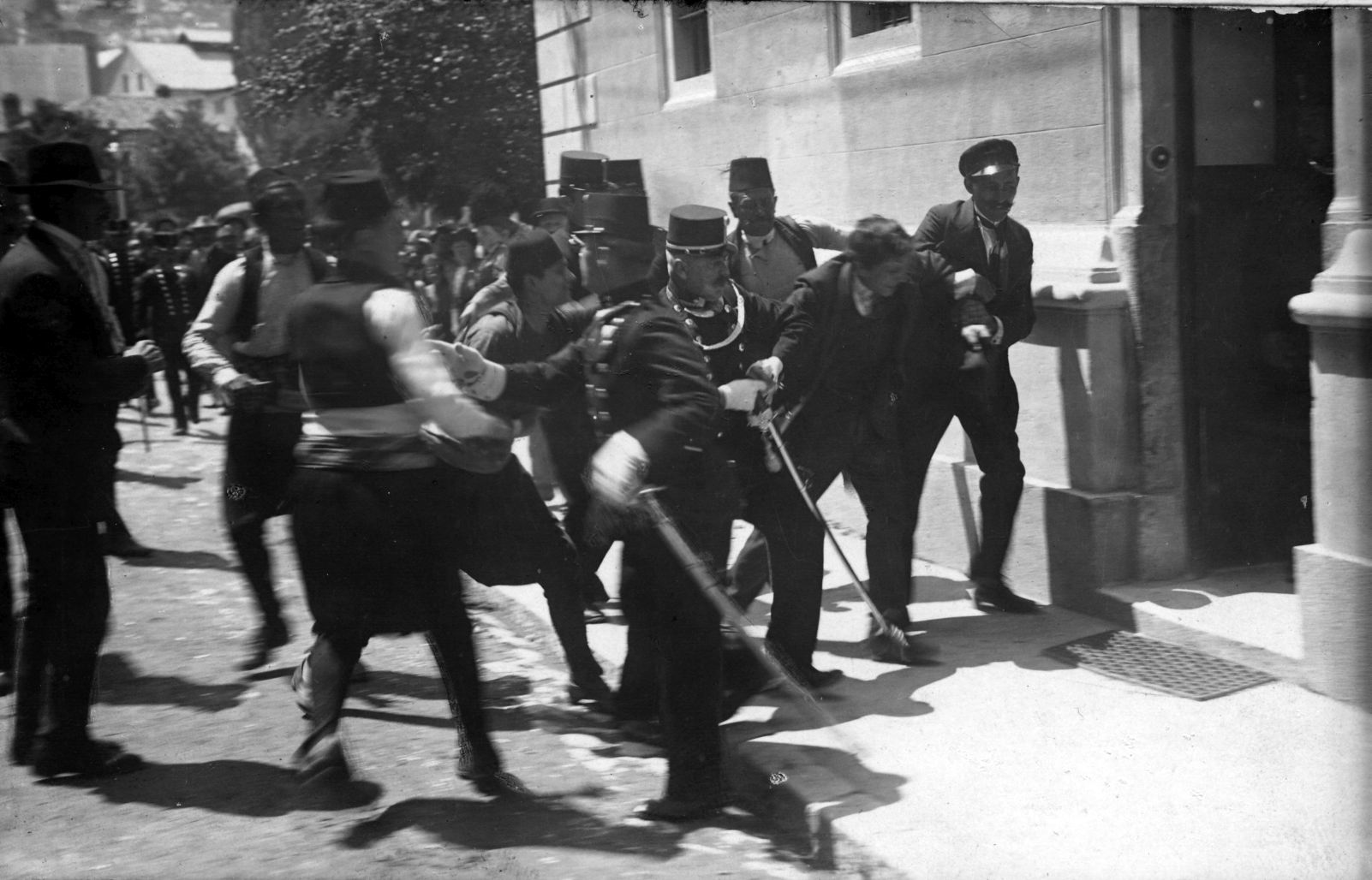
اعتقال المشتبه في سراييفو بعد اغتياله للدوق فرانتس فيرديناند.

بدأت الحرب العالمية الأولى عند غزو النمسا والمجر صربيا في يوليو عام 1914، على إثر حادثة اغتيال الأرشيدوق النمساوي فرانتس فرديناند. تميزت إمبراطورية النمسا-المجر باعتبارها واحدة من قوى المركز، إلى جانب القيصرية الألمانية والدولة العثمانية. قاتلت القوات النمساوية المجرية قوات الحلفاء في صربيا وعلى الجبهة الشرقية وفي إيطاليا ورومانيا. بمساعدة ودعم كبيرين من حلفائها، تمكنت الإمبراطورية من احتلال صربيا في عام 1915 وإجبار رومانيا على الخروج من الحرب في عام 1917. على الجبهات الأخرى، تكبدت الإمبراطورية خسائرًا فادحة، والتي بلغت ذروتها بانهيار الجبهة الإيطالية، الأمر الذي دفع النمساويين إلى قبول هدنة فيلا غوستي في 3 نوفمبر عام 1918.

## البداية

### حادثة الاغتيال في سراييفو
في 28 يونيو عام 1914، زار الأرشيدوق فرانتس فرديناند مدينة سراييفو، عاصمة الحكم النمساوي للبوسنة والهرسك (التي ضمتها النمسا والمجر في عام 1908 فيما يُعرف بالأزمة البوسنية). قامت مجموعة من ستة قتلة (سيفيتكو بوبوفيتش وغافريلو برينسيب ومحمد باسيك ونيديليكو كابرينوفيك وتريفكو غاربيز وفاسو كبرييلوفيك) من مناصري المجموعة القومية «البوسنة الشابة»، وبدعم من تنظيم اليد السوداء، بالتجمع في الشارع الذي سيمر فيه مركب الأرشيدوق. قام كابرينوفيك برمي قنبلة يدوية على السيارة، لكنه أخطأ الإصابة. تأذى بعض الأشخاص القريبين من الانفجار، لكن موكب فرانتس فرديناند تابع مسيره. فشل القتلة الآخرون في التصرف عندما تجاوزتهم سيارات الموكب بسرعة. بعد حوالي ساعة، في أثناء عودة فرانتس فرديناند من زيارة إلى مستشفى سراييفو، اتجه الموكب في منعطف خاطئ إلى شارع حيث كان غافريلو برينسيب متواجدًا بالصدفة. باستخدام مسدس، أطلق برينسيب النار على فرانتس فرديناند وزوجته صوفي. كان رد الفعل بين الشعب النمساوي باردًا وغير مبال تقريبًا. كتب المؤرخ زد. إيه. بي. زيمان لاحقًا: «فشل الحدث تقريبًا في ترك أي انطباع. في يومي الأحد والاثنين (28 – 29 يونيو)، استمعت الحشود في فيينا إلى الموسيقى وشربت النبيذ وكأن شيئًا لم يحدث».

### تصاعد أعمال العنف في البوسنة
أدت حادثة الاغتيال إلى تكثيف الأعمال العدائية التقليدية القائمة على أساس الدين في البوسنة. بيد أن السلطات النمساوية شجعت في سراييفو نفسها على ممارسة العنف ضد السكان الصرب، ما أسفر عن نشوب أعمال شغب مناهضة للصرب في المدينة، والتي قتل فيها الكروات الكاثوليك والمسلمون البوسنيون شخصين وألحقوا أضرارًا بالعديد من المباني المملوكة من قِبَل الصرب. أشار الكاتب إيفو أندريتش إلى العنف بأنه «جنون الكراهية في سراييفو». لم تنظم أعمال عنف ضد الصرب الإثنيين في سراييفو فحسب، بل أيضًا في العديد من المدن النمساوية المجرية الكبرى الأخرى في كرواتيا والبوسنة والهرسك المعاصرتين. قامت السلطات النمساوية المجرية في البوسنة والهرسك بسجن ما يقرب من 5500 صربي بارز وتسليمهم للشرطة، إلى جانب 700 إلى 2200 منهم ممن ماتوا في السجن. تم إقرار الحكم على 460 صربي بالإعدام وتم إنشاء ميليشيا خاصة ذات أغلبية مسلمة عُرفت باسم شوتزكوربس (فيلق الحماية) التي هدفت لاضطهاد الصرب.

### قرار إعلان الحرب
في حين أن الإنفاق العسكري للإمبراطورية لم يتضاعف منذ اجتماع برلين عام 1878، ارتفع الإنفاق الألماني خمسة أضعاف وتضاعفت النفقات البريطانية والروسية والفرنسية إلى ثلاثة أضعاف. فقدت الإمبراطورية مناطق عِرقية إيطالية لصالح إقليم بيمنتة وتم النظر إلى العديد من النمساويين المجريين على أنهم تهديدًا وشيكًا بخسارة الأراضي الجنوبية التي يسكنها السلاف الجنوبيون أمام صربيا. حصلت صربيا لاحقًا على أراضٍ ومساحات كبيرة في حرب البلقان الثانية عام 1913، ما تسبب في الكثير من المشاكل في الدوائر الحكومية في فيينا وبودابست. افترض السفير ووزير الخارجية السابق الكونت ألويس ليكسا فون إيرنثال أن أي حرب مستقبلية يجب أن يتم وقوعها في منطقة البلقان.
عارض رئيس الوزراء المجري وعالم السياسة إشتفان تيسا توسيع النظام المَلَكي في البلقان لأن «المَلَكية المزدوجة تعني تواجد الكثير من السلاف»، الأمر الذي من شأنه أن يهدد الأمن المَلَكي. في مارس عام 1914، كتب تيسا مذكرة إلى الإمبراطور فرانتس يوزف الأول بنبرة مروعة وتنبؤية ساخطة. استخدم الكلمة غير المعروفة حتى الآن «ويلتكريغ» (أي الحرب العالمية). قال: «إنني على قناعة مطلقة بأن جارتي ألمانيا (أي روسيا وفرنسا) تمضيان بعناية في الاستعدادات العسكرية، لكنهما لن يبدآ الحرب طالما أنهما لم يحصلا على مجموعات من دول البلقان ضدنا لمواجهة النظام المّلّكي بهجوم من ثلاث جهات وحصر غالبية قواتنا على جبهتنا الشرقية والجنوبية».
في يوم اغتيال الأرشيدوق فرانتس فرديناند، سافر تيسا على الفور إلى فيينا حيث التقى بوزير الخارجية الكونت ليوبولد بيرشتولد وقائد الجيش الكونت فرانز كونراد فون هوتزيندروف. اقترحوا حل النزاع بالأسلحة بالهجوم على صربيا. اقترح تيسا منح حكومة صربيا الوقت لاتخاذ موقف بشأن ما إذا كانت متورطة بالفعل في تنظيم حادثة القتل واقترح حلًا سلميًا بحجة أن الوضع الدولي سوف يستقر قريبًا. في طريق العودة إلى بودابست، كتب تيسا إلى الإمبراطور فرانتس يوزف قائلًا بأنه لن يتحمل أي مسؤولية عن الصراع المسلح لأنه لا يوجد دليل على أن صربيا قد خططت للاغتيال. عارض تيسا الحرب مع صربيا مشيرًا (مثلما اتضح لاحقًا بالفعل) إلى أن أي حرب مع الصرب لا بد أن تشعل حربًا مع روسيا، وبالتالي حرب أوروبية عامة. لم يثق في التحالف الإيطالي بسبب العواقب السياسية لحرب الاستقلال الإيطالية الثانية. كان يعتقد أنه حتى في حالة النصر في الحرب النمساوية المجريةـ إلا أن النتائج ستكون كارثية فيما يتعلق بسلامة مملكة المجر، إذ ستصبح المجر الضحية التالية للسياسة النمساوية. بعد نجاح الحرب ضد صربيا، تنبأ تيسا بهجوم عسكري نمساوي محتمل ضد مملكة المجر بغية تفكيك أراضيها.
أراد بعض أعضاء الحكومة، مثل الكونت فرانز كونراد فون هوتزندورف، مواجهة الأمة الصربية الصاعدة لعدة سنوات في حرب وقائية، لكن الإمبراطور، بعمر 84 عامًا وعدوًا لجميع المغامرات، قد رفض.
أرسلت وزارة خارجية الإمبراطورية النمساوية المجرية السفير لازلو سزجيني-ماريش جونير إلى بوتسدام، حيث استفسر عن وجهة نظر الإمبراطور الألماني، فيلهلم الثاني، في 5 يوليو. وصف سزجيني ما حدث في تقرير سري إلى فيينا في وقت لاحق من ذلك اليوم:
قدمت لصاحب الجلالة فيلهلم رسالة فرانتس يوزف والمذكرة المرفقة. قرأ القيصر كلا الورقتين باهتمام كامل وأنا موجود. أولًا، أكد لي جلالته أنه كان يتوقع منا أن نتخذ إجراءات حازمة ضد صربيا، لكن كان عليه أن يعترف بأنه نتيجةً للصراعات التي تواجه فرانتس يوزف، كان عليه أن يأخذ في عين الاعتبار حصول تعقيدات خطيرة في أوروبا، وهذا هو السبب في أنه لم يرغب في إعطاء أي إجابة محددة قبل المشاورات مع المستشار....
بعد رحيلنا، شددت مرة أخرى على خطورة الحالة، إذ أذن لي جلالة الملك بأن أبلغ فرانتس يوزف بأنه يمكننا في هذه الحالة أيضًا أن نعتمد على دعم ألمانيا الكامل. مثلما ذكرنا، كان عليه أولًا التشاور مع المستشار، لكنه لم يكن لديه أدنى شك في أن تيوبالت فون بتمان هولفيغ سيتفق معه تمامًا في الرأي، لا سيما فيما يتعلق بالعمل من جانبنا ضد صربيا. ومع ذلك، في رأي فيلهلم، لم تكن ثمة حاجة للانتظار قبل اتخاذ إجراء مناسب.

قال القيصر إن موقف روسيا سيكون دائمًا موقفًا معاديًا، إذ أنه لطالما كان مستعدًا لذلك منذ سنوات عديدة، وحتى في حال اندلعت الحرب بين النمسا والمجر وروسيا، فيمكننا أن نطمئن من أن ألمانيا ستقف إلى جانبنا، تماشيًا مع ولائها المعتاد. وفقًا للقيصر، مثلما هو الحال الآن، لم تكن روسيا مستعدة على الإطلاق للحرب. سيتعين عليها بالتأكيد التفكير مليًا قبل إجراء دعوة لحمل السلاح.
بعد ذلك، قرر قادة النمسا والمجر، وخاصة الجنرال ليوبولد فون بيرشتولد، بدعم من حليفتها ألمانيا، مواجهة صربيا عسكريًا قبل أن تتمكن من التحريض على التمرد؛ باستخدام حادثة الاغتيال كذريعة، قدموا قائمة من عشرة مطالب فيما يسمى إنذار يوليو متوقعين أن صربيا لن تقبل بها أبدًا. عندما قبلت صربيا تسعة من المطالب العشرة، مع قبولها الجزئي للمطالب المتبقية، أعلنت النمسا والمجر الحرب. اتبع فرانتس يوزف الأول رأي المستشار العاجل لكبار مستشاريه في النهاية.
على مدار يوليو وأغسطس من عام 1914، تسببت هذه الأحداث في بداية الحرب العالمية الأولى، حيث حشدت روسيا دعمًا لصربيا، ما أدى إلى سلسلة من التعبئة المضادة. دعمًا لحليفه الألماني، وقع الإمبراطور فرانتس يوزف يوم الخميس في 6 أغسطس عام 1914 وثيقة إعلان الحرب على روسيا. بقيت إيطاليا في البداية محايدة، على الرغم من أن لديها تحالفًا مع النمسا والمجر. في عام 1915، تحولت بعدها لصالح قوى الوفاق الثلاثي على أمل الحصول على أراضي من حليفها السابق.